# Spoorlijn Lübeck-Travemünde Hafen - Lübeck-Niendorf
De spoorlijn Lübeck-Travemünde Hafen - Lübeck-Niendorf was een Duitse spoorlijn in Sleeswijk-Holstein en was als spoorlijn 1114 onder beheer van DB Netze.

## Geschiedenis
Het traject werd door de Lübeck-Büchener Eisenbahn geopend in 1913. Op 29 september 1974 werd de lijn gesloten en vervolgens opgebroken. 

## Aansluitingen
In de volgende plaatsen is of was er een aansluiting op de volgende spoorlijnen:
Lübeck-Travemünde Hafen
DB 1113, spoorlijn tussen Lübeck en Lübeck-Travemünde Strand